# Charles H. France
Charles H. France (Decatur, 1870 – Onarga, 15 giugno 1940) è stato un regista, sceneggiatore e attore statunitense del cinema muto.

## Biografia
Nato nell'Indiana nel 1870, lavorò nel cinema soprattutto come regista ma anche come sceneggiatore, attore e produttore. Nella sua carriera si contano quasi un centinaio di regie. 
Morì a Onarga, nell'Illinois, a settant'anni, il 15 giugno 1940.

## Filmografia

### Regista
- Buster's Dream – cortometraggio (1912)
- Buster in Nodland – cortometraggio (1912)
- Buster and the Pirates – cortometraggio (1912)
- Buster and the Gypsies – cortometraggio (1912)
- Buster and the Cannibal's Child – cortometraggio (1912)
- A Near-Sighted Cupid – cortometraggio (1912)
- How the 'Duke of Leisure' Reached His Winter Home – cortometraggio (1912)
- A Pair of Boots – cortometraggio (1912)
- A Curious Family – cortometraggio (1913)
- Poison Ivy – cortometraggio (1913)
- A Day That Is Dead (1913)
- Sweeney and the Million – cortometraggio (1913)
- The Collector of Pearls – cortometraggio (1913)
- The Fugitive – cortometraggio (1913)
- Turn Him Out – cortometraggio (1913)
- Cured of Her Love – cortometraggio (1913)
- The Absent-Minded Boob; or, Photographing the Baby – cortometraggio (1913)
- The Midnight Bell – cortometraggio (1913)
- Sweeney and the Fairy – cortometraggio (1913)
- The Gold Brick – cortometraggio (1913)
- Love's Old Sweet Song (1913)
- Papa's Dream – cortometraggio (1913)
- The Patchwork Quilt
- A Jolt for the Janitor – cortometraggio (1913)
- Sweeney's Dream – cortometraggio (1913)
- The Short-Stop's Double – cortometraggio (1913)
- Two Artists and One Suit of Clothes – cortometraggio (1913)
- Henrietta's Hair – cortometraggio (1913)
- Borrowing Trouble (1913)
- The Grocer's Revenge – cortometraggio (1913)
- The Magician Fisherman – cortometraggio (1913)
- They Were on Their Honeymoon (1913)
- The Comedian's Downfall – cortometraggio (1913)
- A Short Life and a Merry One – cortometraggio (1913)
- His First Performance – cortometraggio (1913)
- Borrowing Trouble – cortometraggio (1913)
- They Were on Their Honeymoon – cortometraggio (1913)

- His Mother-in-Law's Visit (1913)

- The College Chaperone – cortometraggio (1913)
- Andy Gets a Job – cortometraggio (1913)

- The Sherlock Holmes Girl – cortometraggio (1914)
- Andy Plays Hero – cortometraggio (1914)
- The Call of the Footlights – cortometraggio (1914)

- Andy Goes on the Stage – cortometraggio (1914)
- Love's Young Dream – cortometraggio  (1914)
- Cheese Mining – cortometraggio (1914)
- An Absent-Minded Mother – cortometraggio (1914)
- Andy, the Actor – cortometraggio (1914)
- A Boarding House Romance – cortometraggio (1914)
- A Night Out – cortometraggio (1914)
- A Romance of the Everglades – cortometraggio (1914)
- Andy and the Hypnotist – cortometraggio (1914)
- The Impersonator – cortometraggio (1914)
- Quarantined – cortometraggio (1914)
- The Lucky Vest – cortometraggio (1914)
- Andy Plays Cupid – cortometraggio (1914)
- Three Knaves and a Heathen Chinee – cortometraggio (1914)
- By Parcel Post – cortometraggio (1914)
- Andy Goes a-Pirating – cortometraggio (1914)
- On the Steps – cortometraggio (1914)
- Andy Has a Toothache – cortometraggio (1914)
- The Stuff That Dreams Are Made Of – cortometraggio (1914)
- Andy Learns to Swim – cortometraggio (1914)
- The Old Fire Horse – cortometraggio (1914)
- Buster and His Goat – cortometraggio (1914)
- Getting Andy's Goat – cortometraggio (1914)
- Buster Brown on the Care and Treatment of Goats – cortometraggio (1914)
- George Washington Jones – cortometraggio (1914)
- Buster Brown's Education – cortometraggio (1914)
- Andy and the Redskins – cortometraggio (1914)
- Buster Brown's Uncle – cortometraggio (1914)
- Buster Brown Picks Out the Costumes – cortometraggio (1914)
- Getting to the Ball Game – cortometraggio (1914)
- Andy Falls in Love – cortometraggio (1914)
- Buster Brown and the German Band – cortometraggio (1914)
- Buster Brown Causes a Commotion – cortometraggio (1914)

- The Stuff That Dreams Are Made Of (1914)

- The Natural Law (1917)

### Sceneggiatore
- An Absent-Minded Mother, regia di Charles H. France – cortometraggio (1914)
- The Two Vanrevels, regia di Richard Ridgely – cortometraggio (1914)
- On the Steps, regia di Charles H. France – cortometraggio (1914)
- George Washington Jones, regia di Charles H. France – cortometraggio (1914)
- Getting to the Ball Game, regia di Charles H. France – cortometraggio (1914)
- Who Goes There?, regia di Ashley Miller – cortometraggio (1914)

### Attore
- How the 'Duke of Leisure' Reached His Winter Home, regia di Charles H. France – cortometraggio (1912)